# 2013 en Colombie-Britannique
Chronologie de la Colombie-Britannique
- 2009
- 2010
- 2011
- 2012
- 2013
- 2014
- 2015
- 2016
- 2017

Cette page concerne des événements qui se sont produits durant l'année 2013 dans la province canadienne de Colombie-Britannique.

## Politique
- Premier ministre : Christy Clark
- Chef de l'Opposition : Adrian Dix (en)
- Lieutenant-gouverneur : Judith Guichon
- Législature : 39e puis 40e

## Événements

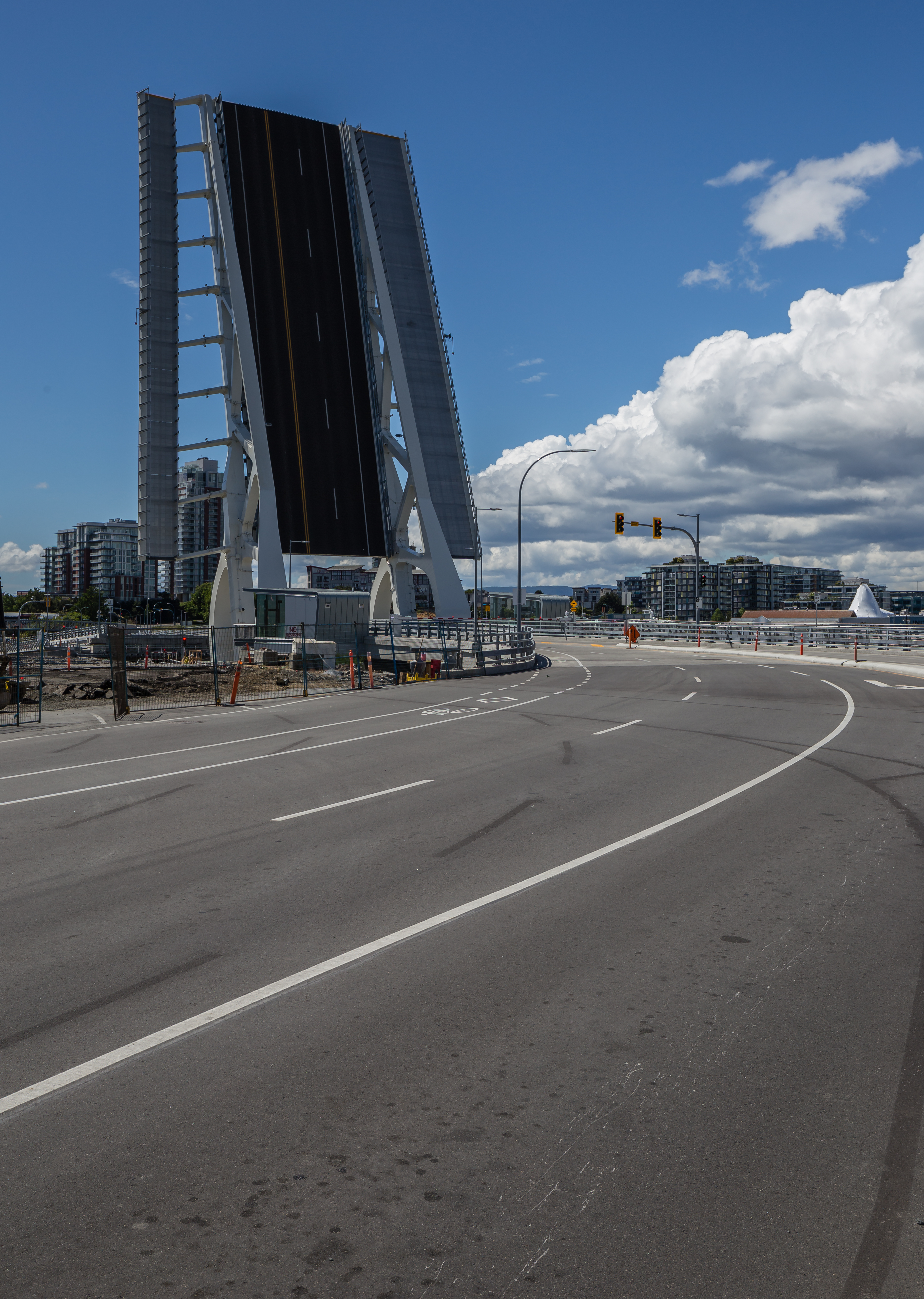
Johnson Street Bridge, Victoria.

- Mise en service du nouveau Johnson Street Bridge, pont routier levant en poutre treillis type Warren reliant Esquimalt Road et Johnson Street à Victoria. Il remplace l'ancien pont du même nom édifié en 1924[1].
- Mardi 16 mai : la Première ministre Christy Clark annonce des élections générales pour le 14 mai.

- Mardi 14 mai : le Parti libéral de la Colombie-Britannique remporte son quatrième mandat majoritaire dans l'histoire du parti lors de l'élection provinciale britanno-colombienne. Le NPD de la C.B. demeure encore à l'opposition officielle, perdant deux sièges, et le Parti vert de la C.B. remporte son premier siège dans l'histoire du parti et le premier parti vert provinciale fait son entrée par la voie électorale à une assemblée législative provinciale au Canada.

## Naissances
- 18 juin : Garde Gardom, né le 17 juillet 1924 à Banff (Alberta) et mort à Vancouver[2], juriste et homme politique canadien. Il est lieutenant-gouverneur de la province de Colombie-Britannique entre 1995 et 2001.

## Décès
- 8 juillet : Dennis Burton, de son nom complet Denis Norman Eugene Burton[3], (né le 6 décembre 1933 à Lethbridge et mort le 8 juillet 2013[3] à Vancouver) , peintre et sculpteur contemporain canadien.
- 13 juillet : Cory Monteith, acteur et chanteur canadien né le 11 mai 1982 à Calgary en Alberta et mort à Vancouver[4].
- 29 septembre : Roy Eric Peterson, né le 14 septembre 1936 à Winnipeg et mort à West Vancouver (à 77 ans)[5], est un dessinateur caricaturiste de presse canadien, qui travailla pour The Vancouver Sun, entre 1962 et 2009.